# Iapetus (maan)
Iapetus (ook wel Japetus) is een natuurlijke maan van Saturnus. De maan is in 1671 ontdekt door Giovanni Cassini. Iapetus is aan één kant veel donkerder dan aan de andere kant en heeft een gebonden rotatie. Hierdoor is hij veel beter te zien als hij westelijk van Saturnus staat. De maan is genoemd naar de titaan Iapetus uit de Griekse mythologie.
Het oppervlak van de maan is met een temperatuur van 130 K op de donkere hemisfeer het warmst van het Saturnussysteem. De maan bestaat voornamelijk uit ijs en een klein deel silicaatgesteente.
De baan die Iapetus beschrijft om Saturnus is enigszins ongewoon. Hoewel het een van Saturnus' grootste manen is staat het op een veel grotere afstand dan Titan. Ook heeft de baan een veel grotere glooiingshoek ten opzichte van Saturnus' evenaar dan de andere grote manen. De oorzaak van deze afwijkingen is onbekend. Door de grotere afstand en glooiingshoek is het de enige grote maan waar vanaf de ringen van Saturnus zouden kunnen worden gezien.
In de zeventiende eeuw werd door Giovanni Cassini al aangenomen dat een kant van Iapetus veel donkerder was dan de andere kant. Dit baseerde hij op het feit dat Iapetus slechts aan een kant van Saturnus te zien was. Deze aanname werd in 1981 bevestigd door foto's genomen door Voyager 2 op een afstand van 966 000 km. De donkere helft heeft een albedo van 0,03 – 0,05 terwijl de lichte zijde een albedo van 0,5 - 0,6 heeft. De oorsprong van de materie die dit verschijnsel veroorzaakt is onbekend.
Naast de al genoemde bijzonderheden van Iapetus is er nog een mysterie. Op de evenaar van de maan is door de ruimtesonde Cassini een plateau van 20 kilometer breed en 13 kilometer hoog ontdekt dat zich uitstrekt over 1300 kilometer. Verschillende verklaringen zijn geponeerd maar geen is tot nu toe bewezen.

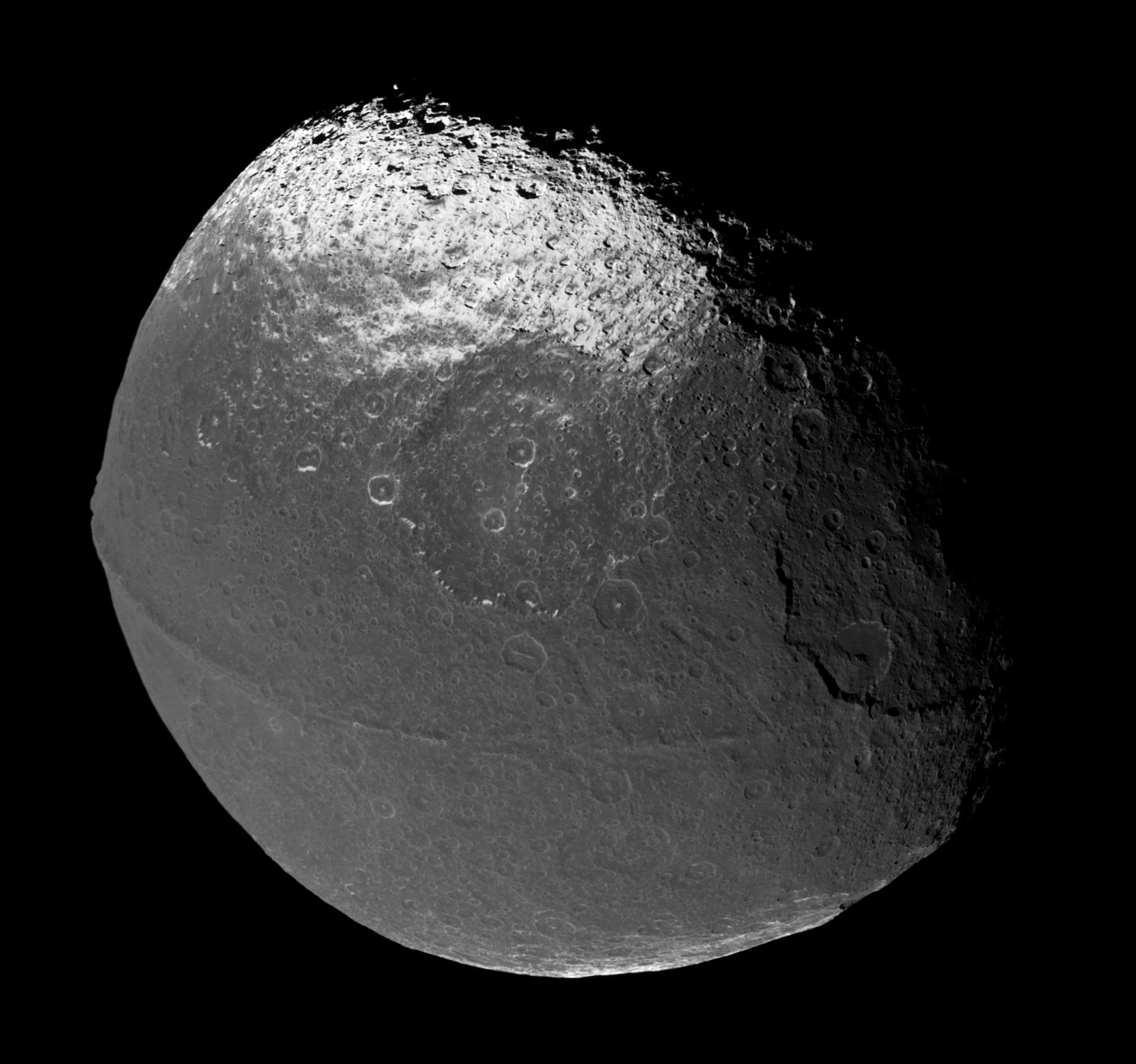
Iapetus met het duidelijk zichtbare plateau op de evenaar